# Бедняковы
Бедняковы — старинный русский дворянский род.
Согласно дошедшим до настоящего времени летописным свидетельствам, история рода этой фамилии восходит к началу XVII века. Род дворян Бедняковых был записан Губернским дворянским депутатским собранием в VI часть дворянской родословной книги Саратовской губернии Российской империи.
Один из наиболее известных представителей этого рода — сенатор Александр Тихонович Бедняков (1853—?).

## Описание герба
Щит разделен на две части, из них в верхней части, в красном поле, три страусовых пера, серебром означенные. В нижней части, в голубом поле, два золотых бердыша, крестообразно положенные.
На щите дворянский коронованный шлем. Намёт на щите красный, подложенный золотом. Герб этого дворянского рода был записан в Часть III Общего гербовника дворянских родов Всероссийской империи, страница 95.